# Mistrzostwa NCAA Division I w Zapasach w 1976
Mistrzostwa NCAA Division I w zapasach rozgrywane były w Tucson w dniach 11–13 marca 1976 roku. Zawody odbyły się w McKale Center, na terenie Uniwersytetu Arizony.

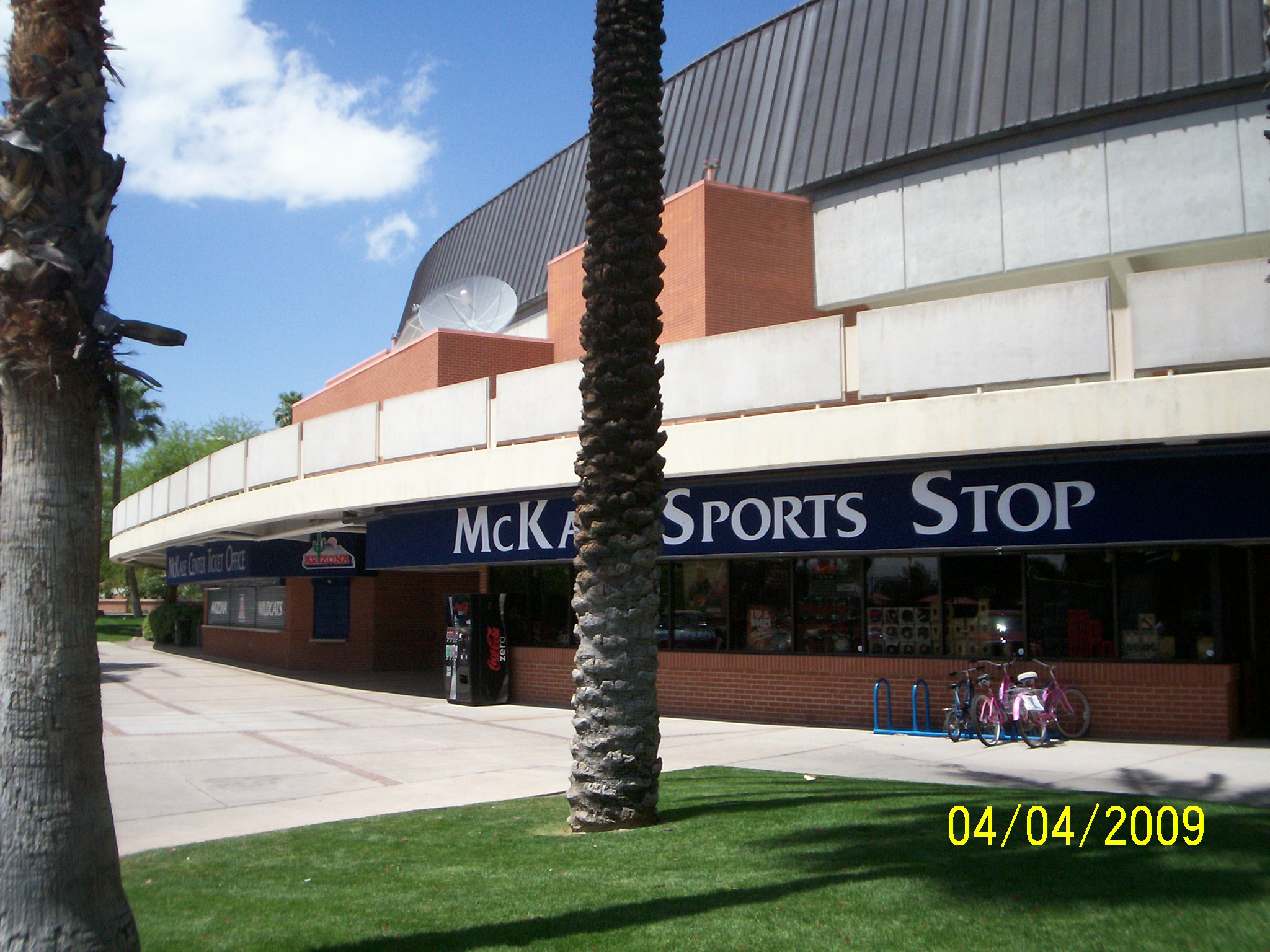
McKale Center

- Outstanding Wrestler – Chuck Yagla

## Wyniki

### Drużynowo
| Kolejność | Szkoła                                  | Zespół         |
| --------- | --------------------------------------- | -------------- |
| 1.        | University of Iowa                      | Hawkeyes       |
| 2.        | Iowa State University                   | Cyclones       |
| 3.        | Oklahoma State University               | Cowboys        |
| 4.        | University of Wisconsin-Madison         | Badgers        |
| 5.        | Lehigh University                       | Mountain Hawks |
| 6.        | California Polytechnic State University | Mustangs       |

### All American

#### 118 lb
| Lp. | Zawodnik        | Szkoła                |
| --- | --------------- | --------------------- |
| 1.  | Mark DiGirolamo | California Poly-State |
| 2.  | Johnnie Jones   | Iowa State            |
| 3.  | Mike McArthur   | Minnesota             |
| 4.  | Chuck Davis     | Colorado              |
| 5.  | Sam Orme        | Brigham Young         |
| 6.  | Mark Costello   | Navy                  |

#### 126 lb
| Lp. | Zawodnik      | Szkoła                  |
| --- | ------------- | ----------------------- |
| 1.  | Jack Reinwand | Wisconsin               |
| 2.  | Harold Wiley  | Cal State-Santa Barbara |
| 3.  | Kenny Nelson  | Oklahoma                |
| 4.  | Bob Sloand    | Lehigh                  |
| 5.  | Scott Pucino  | Rhode Island            |
| 6.  | Joe Goldsmith | SIU Carbondale          |

#### 134 lb
| Lp. | Zawodnik      | Szkoła         |
| --- | ------------- | -------------- |
| 1.  | Mike Frick    | Lehigh         |
| 2.  | Pat Milkovich | Michigan State |
| 3.  | Tim Cysewski  | Iowa           |
| 4.  | Sam Komar     | Indiana        |
| 5.  | Mark Hawald   | John Carroll   |
| 6.  | Kurt Mock     | Kentucky       |

#### 142 lb
| Lp. | Zawodnik           | Szkoła         |
| --- | ------------------ | -------------- |
| 1.  | Brad Smith         | Iowa           |
| 2.  | Gene Costello      | Slippery Rock  |
| 3.  | Steve Barrett      | Oklahoma State |
| 4.  | Brad Smith         | Toledo         |
| 5.  | Tihamer Toth-Fejel | Lehigh         |
| 6.  | Don Rohn           | Clarion        |

#### 150 lb
| Lp. | Zawodnik      | Szkoła        |
| --- | ------------- | ------------- |
| 1.  | Chuck Yagla   | Iowa          |
| 2.  | Pete Galea    | Iowa State    |
| 3.  | Mark Churella | Michigan      |
| 4.  | Jim Bennett   | Yale          |
| 5.  | Roye Oliver   | Arizona State |
| 6.  | Ken Wilson    | Syracuse      |

#### 158 lb
| Lp. | Zawodnik     | Szkoła       |
| --- | ------------ | ------------ |
| 1.  | Lee Kemp     | Wisconsin    |
| 2.  | Tom Brown    | Washington   |
| 3.  | Joe Zuspann  | Iowa State   |
| 4.  | John Althans | Navy         |
| 5.  | Ethan Reeve  | Tennessee    |
| 6.  | Jim Weir     | John Carroll |

#### 167 lb
| Lp. | Zawodnik         | Szkoła                |
| --- | ---------------- | --------------------- |
| 1.  | Pat Christenson  | Wisconsin             |
| 2.  | Dan Wagemann     | Iowa                  |
| 3.  | Joe Carr         | Kentucky              |
| 4.  | Jerry Villecco   | Penn State            |
| 5.  | Kim Wasick       | California Poly-State |
| 6.  | Larry Zilverberg | Minnesota             |

#### 177 lb
| Lp. | Zawodnik         | Szkoła                |
| --- | ---------------- | --------------------- |
| 1.  | Chris Campbell   | Iowa                  |
| 2.  | Mark Johnson     | Michigan              |
| 3.  | Mark Lieberman   | Lehigh                |
| 4.  | Sythell Thompson | California Poly-State |
| 5.  | Dave McQuaig     | Oklahoma State        |
| 6.  | Charles Gadson   | Iowa State            |

#### 190 lb
| Lp. | Zawodnik        | Szkoła         |
| --- | --------------- | -------------- |
| 1.  | Evan Johnson    | Minnesota      |
| 2.  | Frank Santana   | Iowa State     |
| 3.  | Bud Palmer      | Iowa           |
| 4.  | Neal Brendel    | Yale           |
| 5.  | Mark Neumann    | Oklahoma       |
| 6.  | Daryl Monasmith | Oklahoma State |

#### UNL
| Lp. | Zawodnik         | Szkoła         |
| --- | ---------------- | -------------- |
| 1.  | Jimmy Jackson    | Oklahoma State |
| 2.  | Greg Gibson      | Oregon         |
| 3.  | Larry Bielenberg | Oregon State   |
| 4.  | Chuck Coryea     | Clarion        |
| 5.  | Doug Benschoter  | Iowa           |
| 6.  | Bob Fouts        | Iowa State     |